# Lopo Homem

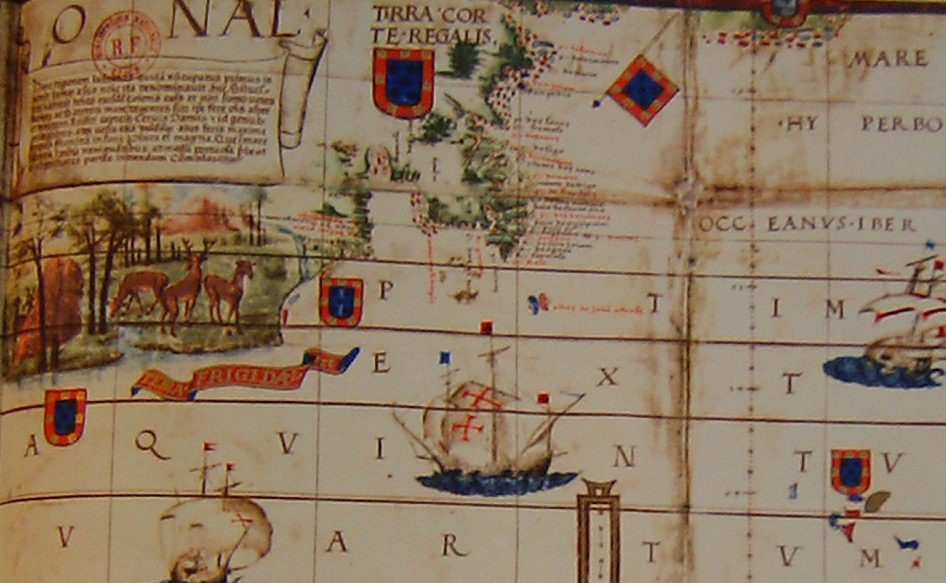
Detalhe da carta atlântica no Atlas Miller (1519).

Lopo Homem (século XVI) foi um cartógrafo e cosmógrafo português.

## Biografia
Em 1517 o rei D. Manuel I de Portugal passou-lhe um alvará (revalidado em 1524 por D. João III de Portugal) que lhe dava o privilégio de fazer e emendar todas as agulhas (bússolas) dos navios. Em caso de ser outra pessoa a efectuar estas tarefas, teria de pagar, assim como o contratador, vinte cruzados ao cartógrafo.
Em 1524 participou na Junta Badajoz-Elvas, comissão estabelecida pelas Coroas de Portugal e Espanha para demarcar os limites a Este de navegação dos dois países, de acordo com o Tratado de Tordesilhas, cuja posição exacta havia sido contestada na sequência da chamada "questão das Molucas". Sobre esta Junta existe na Torre do Tombo uma carta de autoria de Lopo Homem, aludindo à querela entre os dois soberanos acerca dos direitos que cada um tinha a territórios e navegações, e que terminaria com a assinatura do Tratado de Saragoça em 1529.
Foi-lhe atribuído, em 1531, um padrão de tença de 20.000 réis, aumentado com 5.000 em 1532. Esta renda foi vitalícia.
A obra mais antiga conhecida deste cartógrafo é um planisfério, descoberto em Londres em 1930. Em Florença existe outro planisfério, datado de 1554, e na Biblioteca Nacional de Lisboa há também uma carta marítima (que antes de 1910 se encontrava no Paço das Necessidades, tendo pertencido a Carlos I de Portugal), atribuída a este cartógrafo por Armando Cortesão. Este estudioso tem na sua obra "Cartografia e cartógrafos portugueses dos séculos XV e XVI" uma extensa parte dedicada a Lopo Homem.
Foi pai de Diogo Homem, também cartógrafo.

## Obras

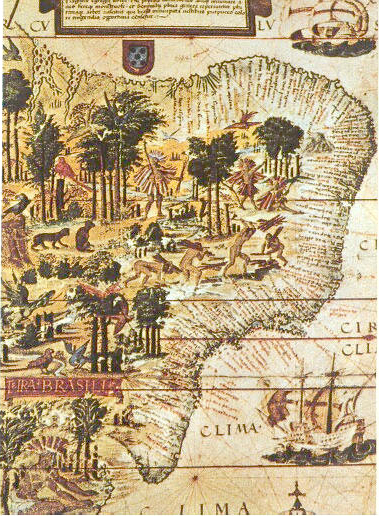
Detalhe do mapa "Terra Brasilis" (Atlas Miller, 1519).

- 1519 - Planisfério, actualmente no British Museum, em Londres. O planisfério, cercado pelos quatro ventos nas extremidades, apresenta nomenclatura, em latim, bastante escassa: na África identificam-se apenas as regiões da Líbia, da Etiópia e da Guiné; a América encontra-se identificada como "Mundus Novus Brazil", ligada à Ásia por um continente fantástico identificado genericamente como "Mundus Novus".
- 1519 - Terra Brasilis - integrante do chamado "Atlas Miller", atribuído a Lopo Homem-Reinéis, actualmente na Biblioteca Nacional de França, em Paris. Trata-se de uma carta, manuscrita sobre pergaminho, com detalhada nomenclatura em latim (cento e quarenta e seis nomes), mostrando a costa brasileira desde o Maranhão até ao rio da Prata. As ricas iluminuras mostram os indígenas, alguns envolvidos na actividade de exploração de pau-brasil. Um escudo de armas ao norte (actual Guiana Francesa) e outro ao sul (actual Argentina), assinalam os domínios de cada Coroa Ibérica.
- 1554 - Planisfério actualmente em Florença;
- Carta Marítima, actualmente Biblioteca Nacional de Portugal.